# Gouriá
Gouriá (Gouria) är en ort i Grekland.   Den ligger i prefekturen Nomós Aitolías kai Akarnanías och regionen Västra Grekland, i den centrala delen av landet, 220 km väster om huvudstaden Aten. Gouriá ligger 13 meter över havet och antalet invånare är 862.
Terrängen runt Gouriá är platt åt sydväst, men åt nordost är den kuperad. Runt Gouriá är det ganska tätbefolkat, med 67 invånare per kvadratkilometer. Närmaste större samhälle är Mesolóngi, 18,6 km sydost om Gouriá. 